# Ленинское (Алтайский край)
Ленинское — село в Смоленском районе Алтайского края. Входит в состав Смоленского сельсовета.

## География
Расположено в 15 км к востоку от центра сельского поселения — села Смоленского.

## История
Основано в 1930 году как производственный участок (отделение) зерносовхоза «Алтайский».

## Население
| 1997 | 1998 | 1999 | 2000 | 2001 | 2002 |
| ---- | ---- | ---- | ---- | ---- | ---- |
| 182  | ↘171 | ↘161 | ↗180 | ↘169 | ↘158 |
| 2003 | 2004 | 2005 | 2006 | 2007 | 2008 |
| ↗167 | ↘159 | ↗160 | ↘146 | ↘143 | ↗153 |
| 2009 | 2010 | 2011 | 2012 | 2013 |      |
| ↘146 | ↘126 | ↘125 | ↘118 | ↘111 |      |

Национальный состав
Согласно результатам переписи 2002 года, в национальной структуре населения русские составляли 72 %.